# NGC 1008
NGC 1008 (други обозначения – UGC 2114, MCG 0-7-60, ZWG 388.70, NPM1G +01.0101, PGC 9970) е елиптична галактика E3) в съзвездието Кит.

## Описание
Галактика е открита на 15 януари 1865 г. от немския астроном Март, Алберт. с помощта на 1,2-метров рефрактор в обсерваторията в Малта, построена от Уилям Ласел десят години по-рано, а по-късно получава номер 1008.
Галактиката NGC 1008 се наблюдава от июля (преди изгрев) до март (веднага след залез). Най-доброто време за наблюдение е ноември.
Обектът присъства в оригиналната редакция на „Нов общ каталог“.